# Чорний на темно-червоному
«Чорний на темно-червоному» (англ. Black in Deep Red) - картина американського художника Марка Ротко, провідного представника абстрактного експресіонізму, написана в 1957 р.

## Історія володіння
Картина була продана в приватну колекцію за 3 306 000 доларів у 2000 р.